# 세케레시 팔
세케레시 팔(헝가리어: Szekeres Pál은 은퇴한 헝가리의 플뢰레 및 사브르 펜싱 선수이다. 그는 올림픽과 패럴림픽에서 모두 메달을 획득한 최초의 선수이다.

## 스포츠 경력
세케레시는 서울에서 열린 1988년 하계 올림픽에 헝가리 대표로 출전하여 플뢰레 단체전에서 동메달을 획득했다.
1991년 버스 사고로 부상을 입어 휠체어를 사용하게 되었다. 그 후 휠체어 펜싱을 시작했다. "헝가리에서 가장 성공한 패럴림픽 선수"로 불리는 그는 바르셀로나에서 열린 1992년 하계 패럴림픽 플뢰레에서 금메달, 애틀랜타에서 열린 1996년 하계 패럴림픽에서 금메달 2개, 2000년, 2004년, 2008년 동메달을 획득했다. 패럴림픽 외에도 세케레시는 2006년 휠체어 펜싱 월드컵에 참가하여 사브르 개인전에서 동메달을 획득했다. 또한 2007년 유럽 선수권 대회 사브르 개인전에서 금메달을 획득하며 유럽 챔피언에 올랐다. 2008년에는 세계 랭킹 3위에 올랐다.

## 행정 경력
1999년부터 2005년까지는 아동청소년체육부 차관보를 역임했다. 또한 "장애인에게 스포츠를 통한 동등한 기회"를 제공하기 위한 정부 프로그램을 담당하는 장관급 위원 및 수석 책임자였다. 1996년부터 2000년까지는 국제 휠체어 펜싱 위원회 회장단의 일원이었다. 2001년부터 2005년까지는 유럽 패럴림픽 위원회의 위원으로 행정 업무를 담당했다. 2005년에는 헝가리 장애인 스포츠 연맹의 회장이 되었다. 2005년, 세케레시는 헝가리 국립 패럴림픽 위원회 집행위원회 위원으로, 국제 패럴림픽 스포츠 영화제 조직에도 참여했다.
세케레스는 대학에서 체육 교육을 전공했으며 마케팅 커뮤니케이션 학위도 보유하고 있다.

## 같이 보기
- 패럴림픽과 올림픽에 모두 참가한 선수 목록